# Beninische Basketballnationalmannschaft
Die beninische Basketballnationalmannschaft ist die Auswahl beninischer Basketballspieler, welche die Fédération Béninoise de Basketball auf internationaler Ebene, beispielsweise in Freundschaftsspielen gegen die Auswahlmannschaften anderer nationaler Verbände, aber auch bei internationalen Wettbewerben repräsentiert. Größter Erfolg war der neunte Platz bei der Afrikameisterschaft 1974. 1962 trat der nationale Verband dem Weltverband Fédération Internationale de Basketball (FIBA) bei. Im Januar 2014 wurde die Mannschaft nicht in der Weltrangliste der Männer geführt.

## Internationale Wettbewerbe

### Benin bei Weltmeisterschaften
Die Mannschaft konnte sich bisher nicht für eine Weltmeisterschaft qualifizieren.

### Benin bei Olympischen Spielen
Bisher gelang es der Mannschaft nicht, sich für die olympischen Basketballwettbewerbe zu qualifizieren.

### Benin bei Afrikameisterschaften
Die Mannschaft kann bisher eine Teilnahme an der Afrikameisterschaft vorweisen:
| - 1962: nicht qualifiziert - 1964: nicht qualifiziert - 1965: nicht qualifiziert - 1968: nicht qualifiziert - 1970: nicht qualifiziert - 1972: nicht qualifiziert - 1974: 9. Platz - 1975: nicht qualifiziert - 1978: nicht qualifiziert - 1980: nicht qualifiziert - 1981: nicht qualifiziert - 1983: nicht qualifiziert - 1985: nicht qualifiziert - 1987: nicht qualifiziert | - 1989: nicht qualifiziert - 1992: nicht qualifiziert - 1993: nicht qualifiziert - 1995: nicht qualifiziert - 1997: nicht qualifiziert - 1999: nicht qualifiziert - 2001: nicht qualifiziert - 2003: nicht qualifiziert - 2005: nicht qualifiziert - 2007: nicht qualifiziert - 2009: nicht qualifiziert - 2011: nicht qualifiziert - 2013: nicht qualifiziert |

### Benin bei den Afrikaspielen
Die Basketballnationalmannschaft Benins nahm bisher nicht an den Wettbewerben der Afrikaspiele teil.